# 1933
Il 1933 (MCMXXXIII in numeri romani) è un anno  del XX secolo.

## Eventi
- Per gli Stati Uniti è il peggior anno della Grande depressione.
- Viene creato l'IRI al fine di salvare dalla bancarotta le maggiori banche italiane.
- Kolmogorov pubblica Grundbegriffe der Wahrscheinlichkeitsrechnung (Concetti fondamentali del Calcolo delle Probabilità) dove viene introdotto l'approccio assiomatico alle probabilità.
- Walter Christaller pubblica Le località centrali della Germania meridionale.
- Enrico Fermi dà il nome al neutrino.
- Karl Jansky annuncia la ricezione di onde radio dal centro della galassia.
- René Lacoste lancia il noto marchio di magliette polo Lacoste con il suo amico Fred Perry.
- 5 gennaio – San Francisco, USA: inizia la costruzione del Golden Gate Bridge
- 29 gennaio – Germania: il presidente della Repubblica di Weimar Paul von Hindenburg nomina Adolf Hitler cancelliere tedesco.
- 30 gennaio – Germania: Adolf Hitler forma il suo governo.
- 4 febbraio: il presidente tedesco Paul von Hindenburg emana un decreto che limita la libertà di stampa.
- 11 febbraio: viene portata a termine la facciata della Chiesa di San Martino a Montughi a Firenze.
- 26 febbraio: il filosofo e mistico russo Pavel Aleksandrovič Florenskij viene arrestato e condannato a dieci anni di lager. Verrà fucilato l'8 dicembre del 1937 nei dintorni di Leningrado.
- 28 febbraio – Germania: nella notte brucia il Reichstag a Berlino, probabilmente su iniziativa delle SS. Il minorato mentale socialista Marinus van der Lubbe viene però trovato nell'edificio mentre accende piccoli incendi e viene incriminato e ritenuto colpevole. Seguiranno rappresaglie e arresti come conseguenza.
- 3 marzo – Germania: Ernst Thälmann viene arrestato.
- 4 marzo – Stati Uniti: Franklin Delano Roosevelt diventa il 32º presidente.
- 24 marzo – Germania: il parlamento dà i pieni poteri a Hitler (Ermächtigungsgesetz).
- 1º aprile - Germania: viene indetta la giornata del boicottaggio dei negozi appartenenti agli ebrei tedeschi.
- 10 maggio – Germania/Berlino: i nazisti, in piazza dell'opera (Opernplatz), danno luogo alla Bücherverbrennung, un rogo di libri in cui finiscono bruciati 20.000 volumi di autori messi all'indice.
- 18 maggio – Unione Sovietica: in un'isola presso l'Aleksandrovskij rajon (Oblast' di Tomsk) inizia la tanto attesa sperimentazione del comunismo nella sua prevista forma definitiva; si risolve in un fiasco, con episodi di cannibalismo, ed i pochi sopravvissuti vengono ritrovati ridotti a larve umane (Affare Nazino).
- 29 giugno: Primo Carnera conquista il titolo di campione mondiale di pesi massimi.
- 20 luglio – Stato del Vaticano: la Santa Sede firma un concordato con la Germania a tutela dei diritti dei cattolici tedeschi.
- 14 ottobre – Germania: il governo nazionalsocialista annuncia il ritiro del Paese dalla Società delle Nazioni.
- novembre – Gli Stati Uniti riconoscono ufficialmente l'Unione Sovietica.
- 13 novembre – Italia: Giulio Einaudi iscrive la "Giulio Einaudi editore" alla Camera di Commercio di Torino come ditta individuale.
- 5 dicembre: fine del proibizionismo negli Stati Uniti.

- 26 dicembre

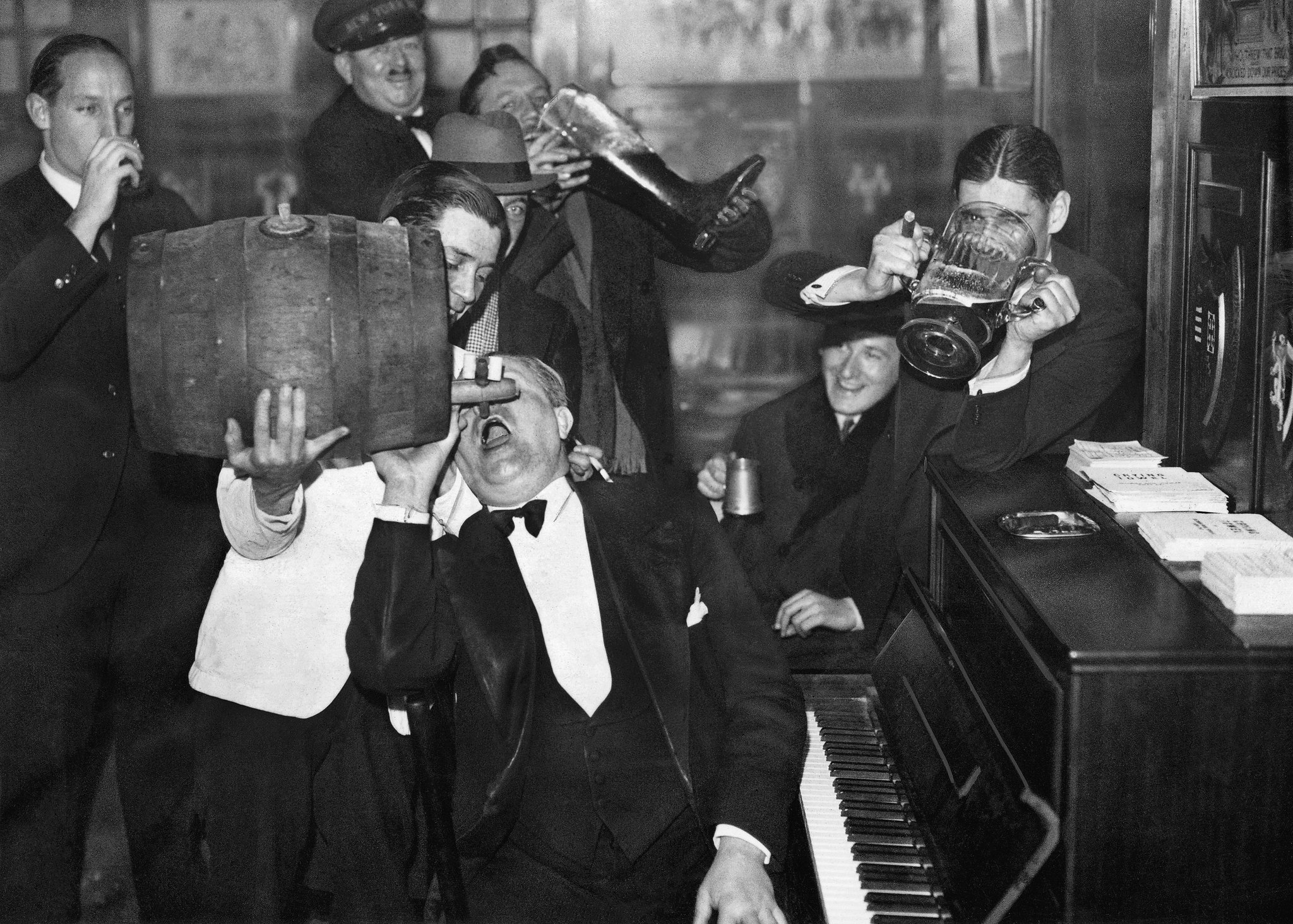
5 dicembre: Americani festeggiano la fine del Proibizionismo

  - Giappone/Tokyo: viene fondata la Nissan
  - Stati Uniti: E.H. Armstrong brevetta il sistema di trasmissione radio a modulazione di frequenza.

## Nati
Ci sono circa 2 110 voci su persone nate nel 1933; vedi la pagina Nati nel 1933 per un elenco descrittivo o la categoria Nati nel 1933 per un indice alfabetico.

## Morti
Ci sono circa 670 voci su persone morte nel 1933; vedi la pagina Morti nel 1933 per un elenco descrittivo o la categoria Morti nel 1933 per un indice alfabetico.

## Calendario
| Calendario 1933 | Calendario 1933 | Calendario 1933 | Calendario 1933 | Calendario 1933 | Calendario 1933 | Calendario 1933 | Calendario 1933 | Calendario 1933 | Calendario 1933 | Calendario 1933 | Calendario 1933 | Calendario 1933 | Calendario 1933 | Calendario 1933 | Calendario 1933 | Calendario 1933 | Calendario 1933 | Calendario 1933 | Calendario 1933 | Calendario 1933 | Calendario 1933 | Calendario 1933 | Calendario 1933 | Calendario 1933 | Calendario 1933 | Calendario 1933 | Calendario 1933 | Calendario 1933 | Calendario 1933 | Calendario 1933 | Calendario 1933 | Calendario 1933 |
| --------------- | --------------- | --------------- | --------------- | --------------- | --------------- | --------------- | --------------- | --------------- | --------------- | --------------- | --------------- | --------------- | --------------- | --------------- | --------------- | --------------- | --------------- | --------------- | --------------- | --------------- | --------------- | --------------- | --------------- | --------------- | --------------- | --------------- | --------------- | --------------- | --------------- | --------------- | --------------- | --------------- |
|                 | 1               | 2               | 3               | 4               | 5               | 6               | 7               | 8               | 9               | 10              | 11              | 12              | 13              | 14              | 15              | 16              | 17              | 18              | 19              | 20              | 21              | 22              | 23              | 24              | 25              | 26              | 27              | 28              | 29              | 30              | 31              |                 |
| Gennaio         | Do              | Lu              | Ma              | Me              | Gi              | Ve              | Sa              | Do              | Lu              | Ma              | Me              | Gi              | Ve              | Sa              | Do              | Lu              | Ma              | Me              | Gi              | Ve              | Sa              | Do              | Lu              | Ma              | Me              | Gi              | Ve              | Sa              | Do              | Lu              | Ma              |                 |
| Febbraio        | Me              | Gi              | Ve              | Sa              | Do              | Lu              | Ma              | Me              | Gi              | Ve              | Sa              | Do              | Lu              | Ma              | Me              | Gi              | Ve              | Sa              | Do              | Lu              | Ma              | Me              | Gi              | Ve              | Sa              | Do              | Lu              | Ma              |                 |                 |                 |                 |
| Marzo           | Me              | Gi              | Ve              | Sa              | Do              | Lu              | Ma              | Me              | Gi              | Ve              | Sa              | Do              | Lu              | Ma              | Me              | Gi              | Ve              | Sa              | Do              | Lu              | Ma              | Me              | Gi              | Ve              | Sa              | Do              | Lu              | Ma              | Me              | Gi              | Ve              |                 |
| Aprile          | Sa              | Do              | Lu              | Ma              | Me              | Gi              | Ve              | Sa              | Do              | Lu              | Ma              | Me              | Gi              | Ve              | Sa              | Do              | Lu              | Ma              | Me              | Gi              | Ve              | Sa              | Do              | Lu              | Ma              | Me              | Gi              | Ve              | Sa              | Do              |                 |                 |
| Maggio          | Lu              | Ma              | Me              | Gi              | Ve              | Sa              | Do              | Lu              | Ma              | Me              | Gi              | Ve              | Sa              | Do              | Lu              | Ma              | Me              | Gi              | Ve              | Sa              | Do              | Lu              | Ma              | Me              | Gi              | Ve              | Sa              | Do              | Lu              | Ma              | Me              |                 |
| Giugno          | Gi              | Ve              | Sa              | Do              | Lu              | Ma              | Me              | Gi              | Ve              | Sa              | Do              | Lu              | Ma              | Me              | Gi              | Ve              | Sa              | Do              | Lu              | Ma              | Me              | Gi              | Ve              | Sa              | Do              | Lu              | Ma              | Me              | Gi              | Ve              |                 |                 |
| Luglio          | Sa              | Do              | Lu              | Ma              | Me              | Gi              | Ve              | Sa              | Do              | Lu              | Ma              | Me              | Gi              | Ve              | Sa              | Do              | Lu              | Ma              | Me              | Gi              | Ve              | Sa              | Do              | Lu              | Ma              | Me              | Gi              | Ve              | Sa              | Do              | Lu              |                 |
| Agosto          | Ma              | Me              | Gi              | Ve              | Sa              | Do              | Lu              | Ma              | Me              | Gi              | Ve              | Sa              | Do              | Lu              | Ma              | Me              | Gi              | Ve              | Sa              | Do              | Lu              | Ma              | Me              | Gi              | Ve              | Sa              | Do              | Lu              | Ma              | Me              | Gi              |                 |
| Settembre       | Ve              | Sa              | Do              | Lu              | Ma              | Me              | Gi              | Ve              | Sa              | Do              | Lu              | Ma              | Me              | Gi              | Ve              | Sa              | Do              | Lu              | Ma              | Me              | Gi              | Ve              | Sa              | Do              | Lu              | Ma              | Me              | Gi              | Ve              | Sa              |                 |                 |
| Ottobre         | Do              | Lu              | Ma              | Me              | Gi              | Ve              | Sa              | Do              | Lu              | Ma              | Me              | Gi              | Ve              | Sa              | Do              | Lu              | Ma              | Me              | Gi              | Ve              | Sa              | Do              | Lu              | Ma              | Me              | Gi              | Ve              | Sa              | Do              | Lu              | Ma              |                 |
| Novembre        | Me              | Gi              | Ve              | Sa              | Do              | Lu              | Ma              | Me              | Gi              | Ve              | Sa              | Do              | Lu              | Ma              | Me              | Gi              | Ve              | Sa              | Do              | Lu              | Ma              | Me              | Gi              | Ve              | Sa              | Do              | Lu              | Ma              | Me              | Gi              |                 |                 |
| Dicembre        | Ve              | Sa              | Do              | Lu              | Ma              | Me              | Gi              | Ve              | Sa              | Do              | Lu              | Ma              | Me              | Gi              | Ve              | Sa              | Do              | Lu              | Ma              | Me              | Gi              | Ve              | Sa              | Do              | Lu              | Ma              | Me              | Gi              | Ve              | Sa              | Do              |                 |

## Premi Nobel
In quest'anno sono stati conferiti i seguenti Premi Nobel:
- per la Pace: Norman Angell
- per la Letteratura: Ivan Alekseyevich Bunin
- per la Medicina: Thomas Hunt Morgan
- per la Fisica: Paul Adrien Maurice Dirac, Erwin Schrödinger